# Brotstempel

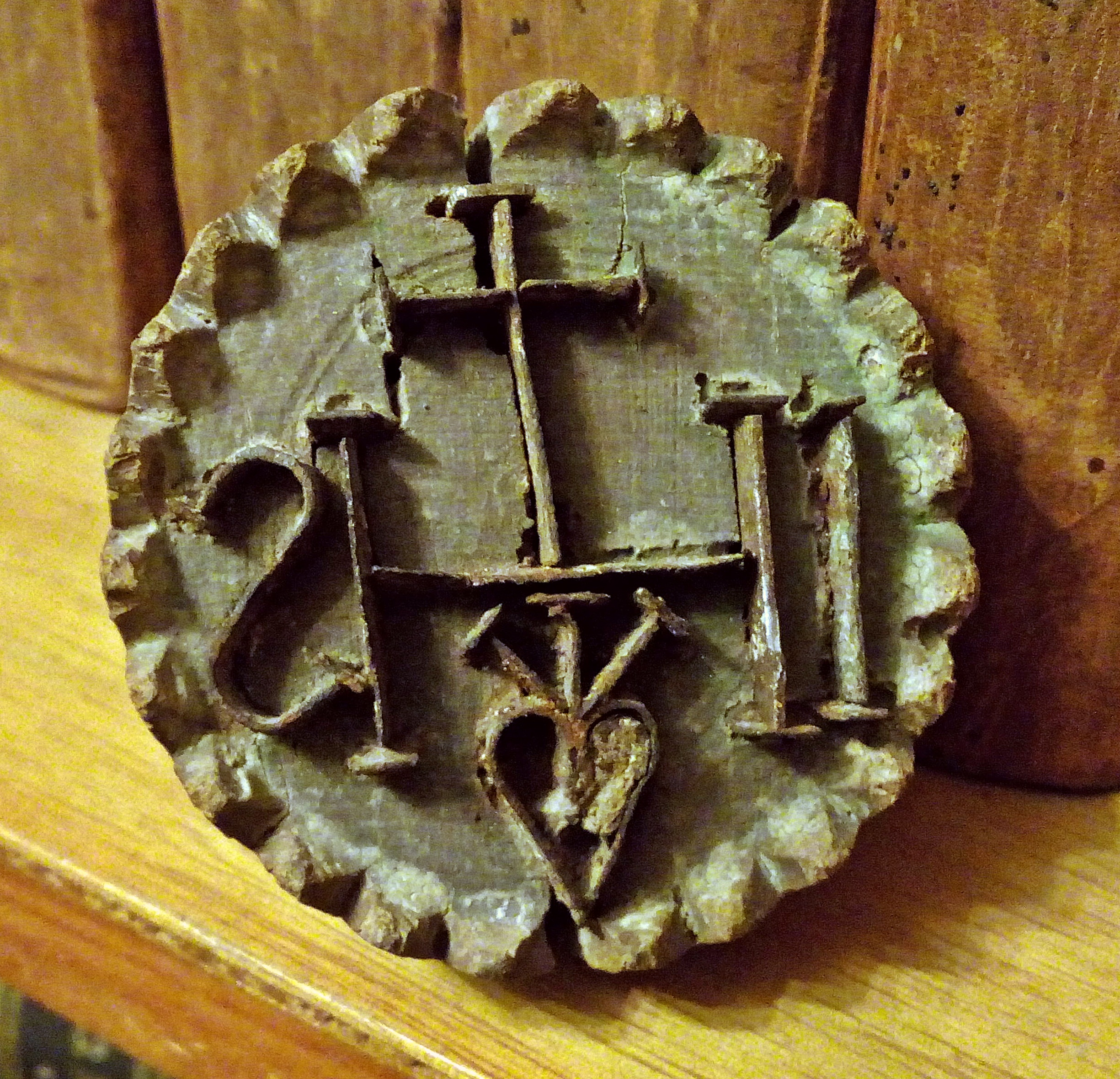
Deutscher Brotstempel, um 1780

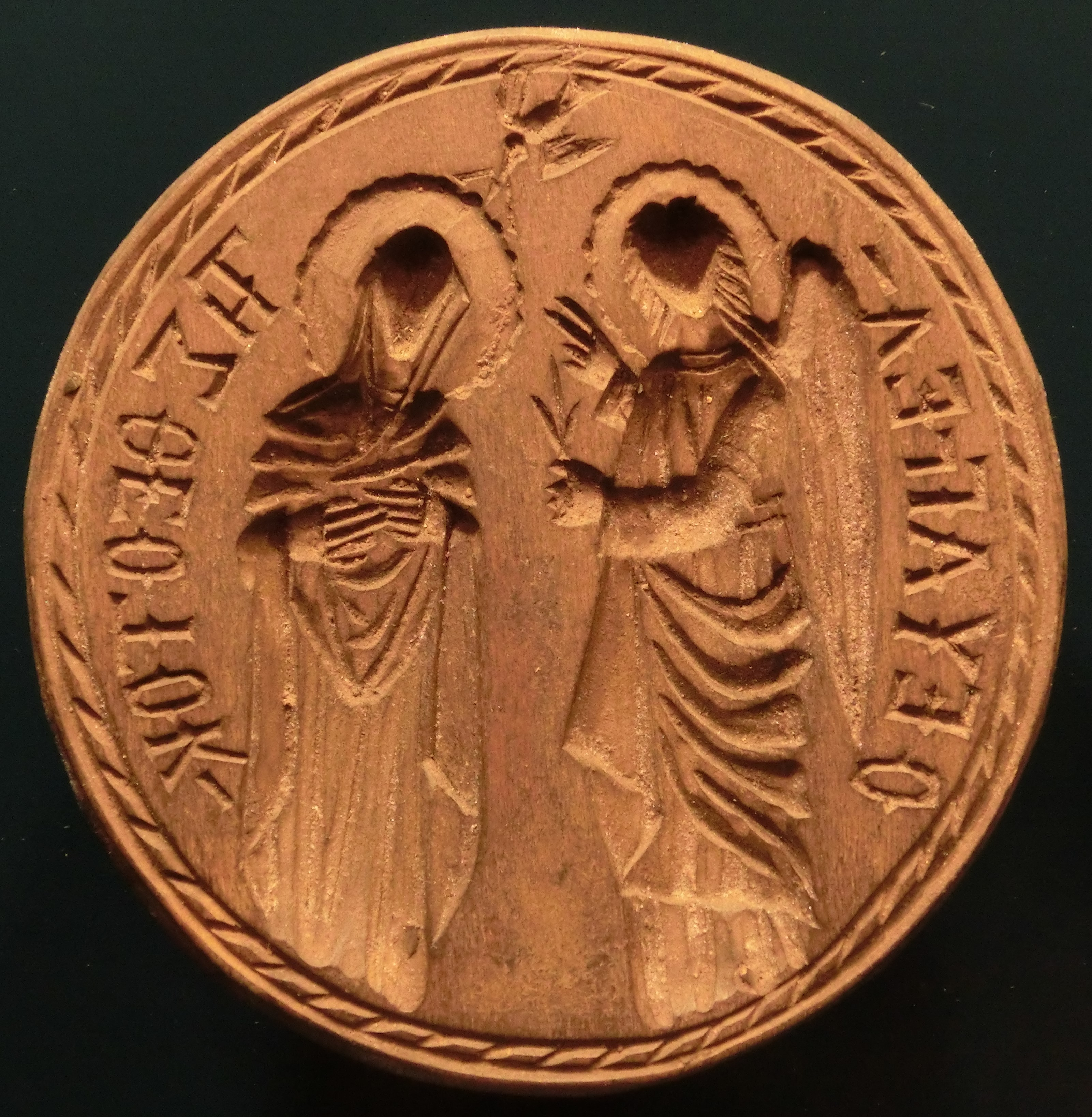
Brotstempel mit der Verkündigung an Maria (Holz; Kreta, um 1850)

Ein Brotstempel dient zum Versehen des Brotteigs mit einem Abdruck eines Stempels vor dem Backen.

## Geschichte
Das heute noch in einigen Regionen Europas übliche Verfahren ist aus vielen historischen Brotkulturen bekannt; so wurden zum Beispiel bei Ausgrabungen im verschütteten Pompeji Brote entdeckt, die den Stempel einer städtischen Bäckerei trugen. Seit ca. 1500 Jahren werden Brote mit einem Brotstempel gekennzeichnet. Damals dienten Brotstempel zur Kennzeichnung des Besitzers, da Brot in gemeinschaftlichen Backhäusern gebacken wurde.

## Funktionen
Die Stempel unterscheiden sich in Material (Holz, Kunststoff, Metall und Ton), Form sowie Größe und dien/t/en verschiedenen Funktionen:
- Weihezeichen: Bis heute wird beispielsweise noch das christliche Symbol "IHS" gestempelt
- Besitzkennzeichnung: Zum Beispiel können die Initialen des Bäckers oder das jeweilige Logo gestempelt werden
- Gewichtskennzeichnung: Damit ist es möglich auf einen Blick das Gewicht des Brotes abzulesen.
- Brotsorte: Früher wurde zum Beispiel ein "K" für Kartoffelbrot in das Gebäck gestempelt.

## Bildergalerie

Brotstempel, 1920, Gebrauchsort: Griechenland, Epirus; Bestand des MEK.
Brotstempel, 1920, Gebrauchsort: Griechenland, Epirus
Brotstempel, die von den Bäckern zum Kennzeichnen der Hausbackbrote benutzt wurden. Gebrauchsort: Northeim, Hannover. Bestand des MEK.
Brotstempel, flache Rundscheibe „K“.
Brotstempel, gedrechselt mit erhabenem „MB“.
Brotstempel, Rechteckiges Brettchen mit Leistengriff und eingeseiftem kursivem „A“.